# Piotr Ivanovici Bagration
Piotr Ivanovici Bagration (în rusă Пётр Ива́нович Багратио́н, în georgiană: პეტრე ბაგრატიონი, n 19 iunie 1765 - d. 24 septembrie 1812) a fost un general rus, erou al războiului de apărare împotriva campaniei din Rusia din 1812 a lui Napoleon.
S-a remarcat și în timpul campaniilor din Italia și din Elveția din 1799 și în bătălia de la Eylau din 1807.
În timpul bătăliei de la Borodino (1812), unde a comandat aripa stângă a armatei ruse, a fost rănit mortal.
În timpul războiului ruso-turc din 1806-1812, a comandat armatele ruse aflate în Țările Române (1809-1810).